# Три Епископства

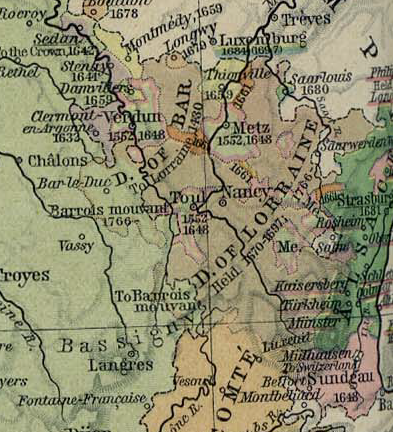

Три Епископства (Труаз-Эвеше; фр. Trois-Évêchés) — историческая область XVI—XVIII веков, состоявшая из епископств Верден, Мец и Туль. В середине XVI века все три епископства были оккупированы французами и превращены в провинцию Французского королевства.
В составе Священной Римской империи стратегически расположенные Верден, Мец и Туль традиционно являлись тремя государствами, возглавляемые князьями-епископами. Духовные центры епископств — соборы Вердена, Меца и Туля — ныне являются историческими памятниками Франции.
По Шамборскому договору 15 января 1552 года эти епископства отошли к французской короне. Была образована провинция Труаз-Эвеше, включающая в себя епархии Вердена, Меца и Туля. После Пассауского договора и Аугсбургского мира Франция фактически не контролировала эту территорию. Вернуть эти земли Франции удалось лишь по итогам Вестфальского мира 1648 года.
Провинция Труаз-Эвеше просуществовала до Великой Французской революции. Сегодня её территория отнесена к региону Лотарингия.
Образованную в 1777 году епархию Сен-Дье иногда называют «четвёртым епископством Лотарингии». Это действительно так, но к истории Трёх Епископств епархия отношения не имеет.

Кафедральные соборы трёх епископов
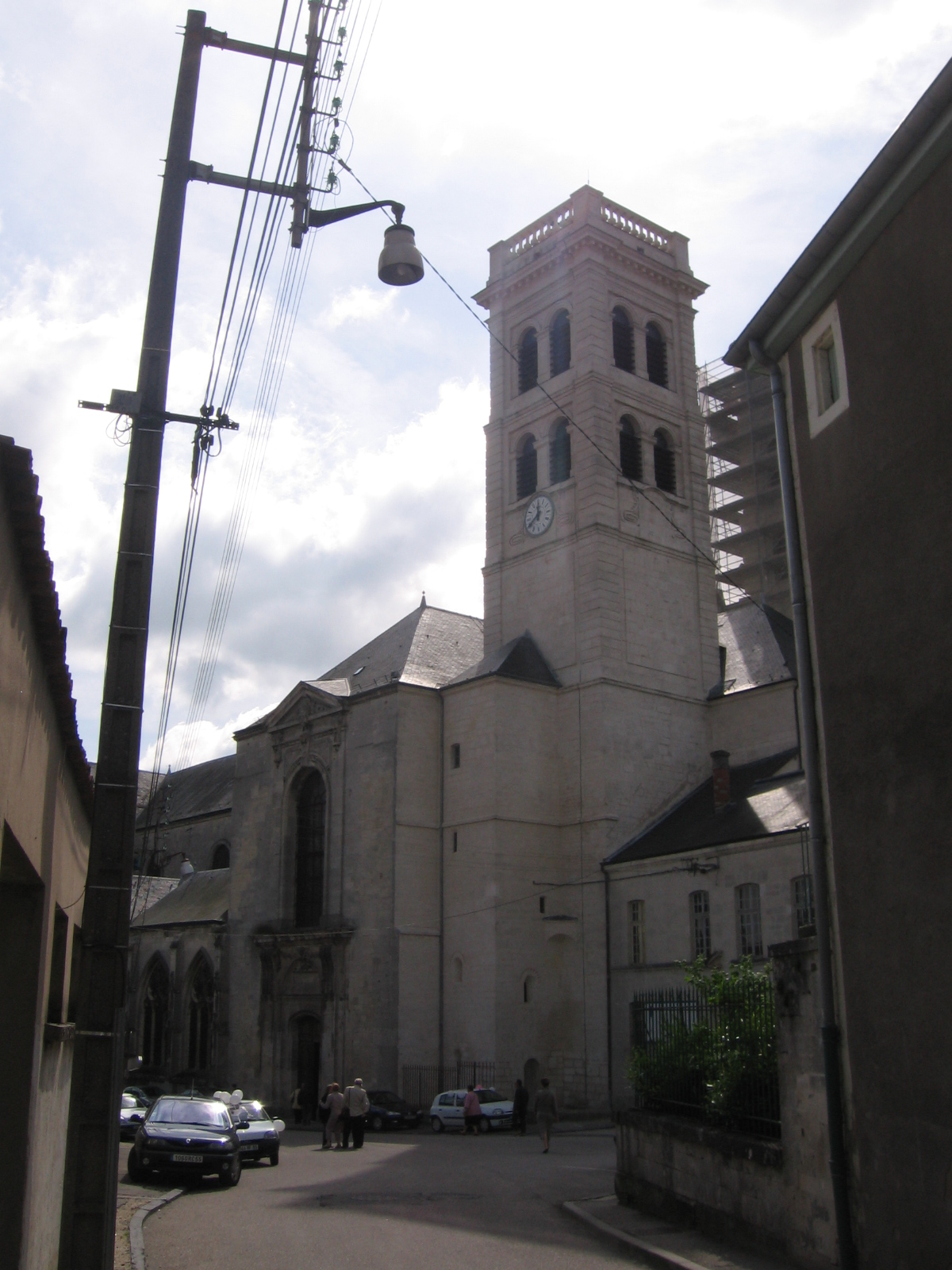
Верденский собор
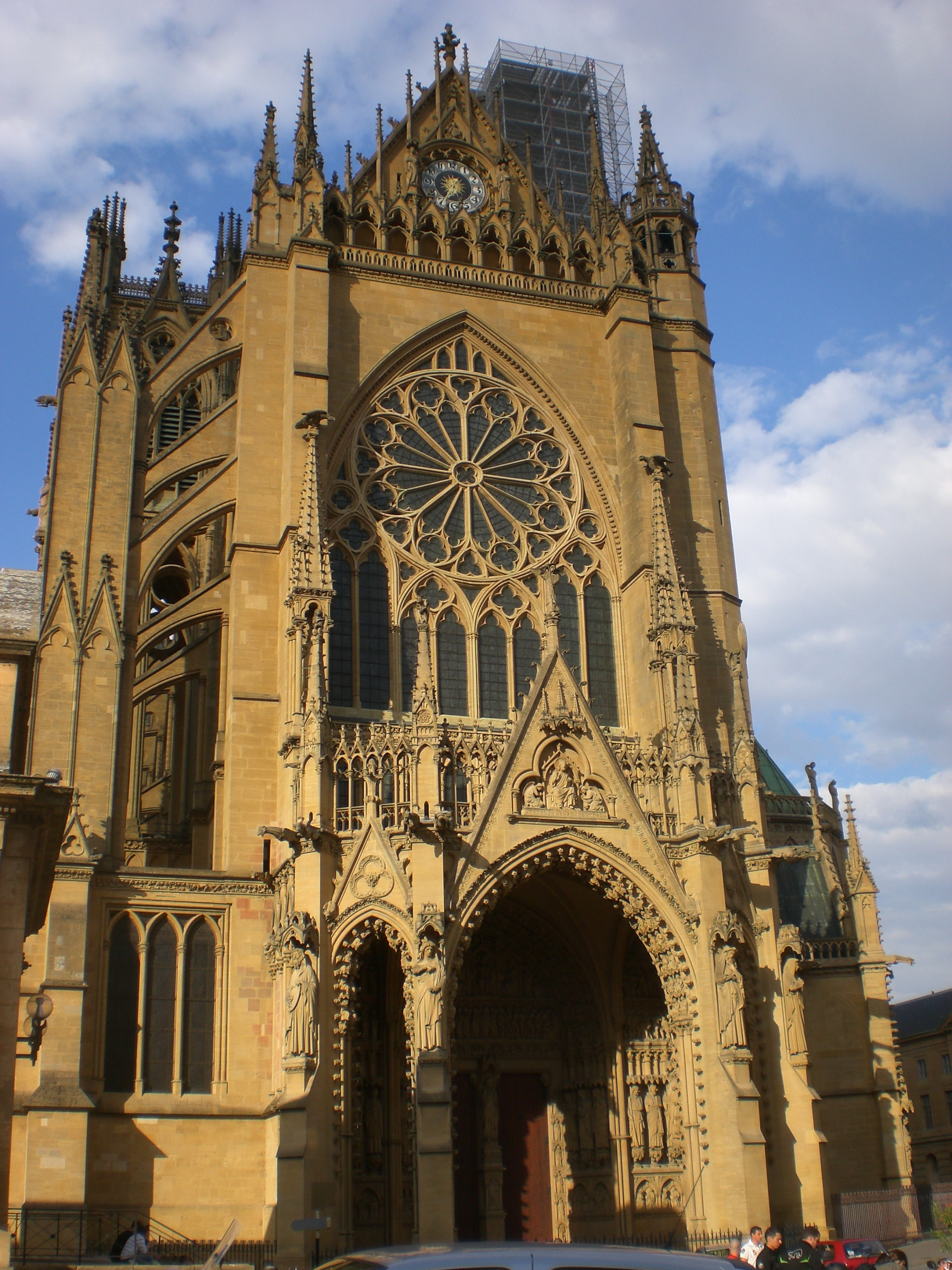
Мецский собор
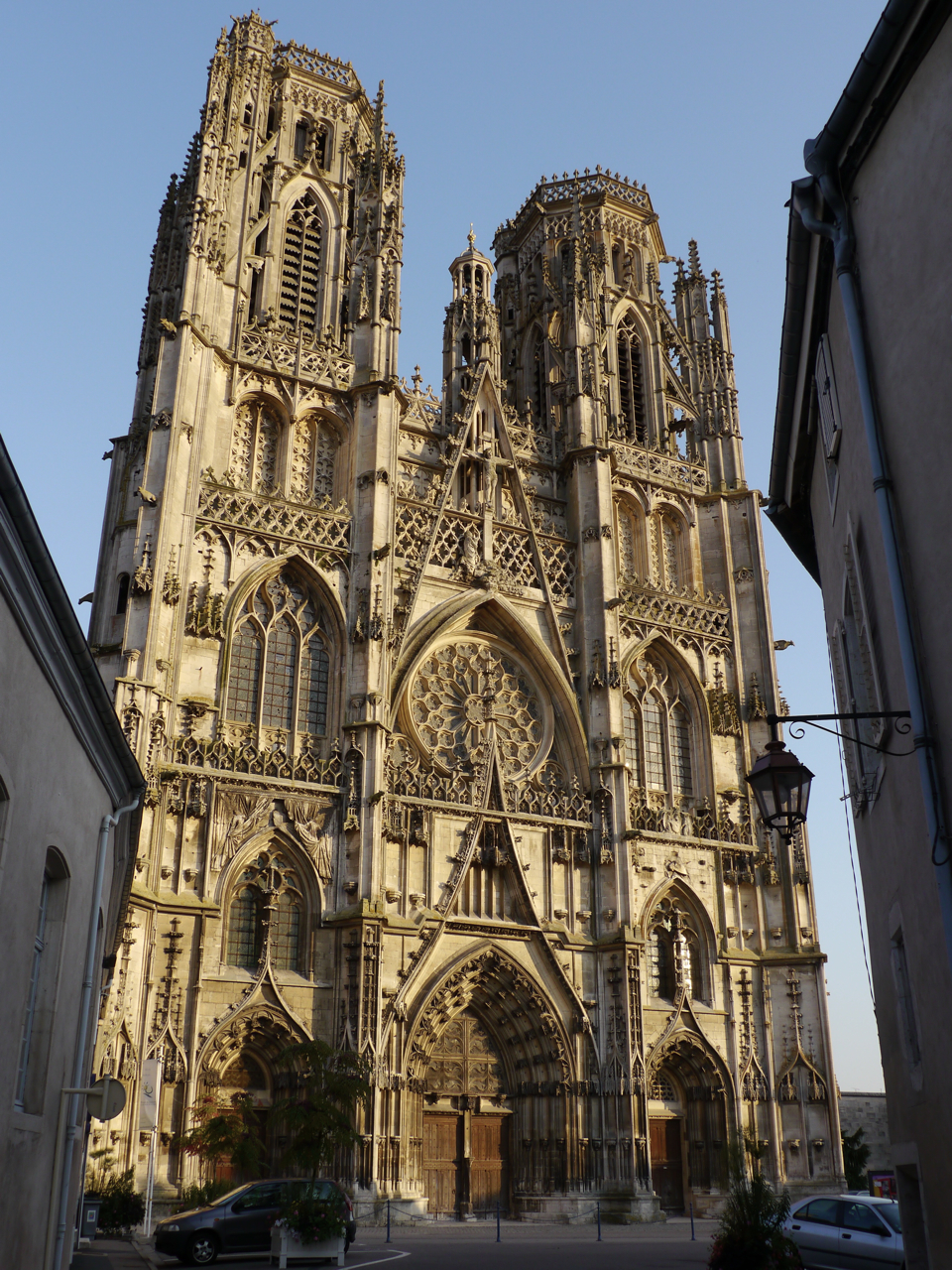
Тульский собор